# Neohela monstrosa
Neohela monstrosa (лат.) — глубоководный вид свободноживущих морских амфипод из семейства Unciolidae. Обитают в норах, которые прокладывают в глинистом грунте.

## Распространение
Известны из арктической и субарктической частей северо-западной Атлантики (до залива Святого Лаврентия, в южных частях Новой Англии, в Гренландии) и северо-восточной части Атлантического океана: от Свальбарда до Каттегата. Также встречаются в шведских фьордах и в Скагерраке. Эти амфиподы весьма широко распространены и встречаются на глинистом дне на глубинах 200—2180 м. Плотные сообщества этих рачков найдены рядом с морскими перьями Umbellula encrinus на глубине более 1000 м при температуре ниже 0 °C. Средняя плотность поселения N. monstrosa по оценке на больших площадях составляет примерно 4 особи на 100 м², иногда достигает 15—36 экз./м².

## Морфология
Сравнительно крупные бокоплавы, самки которых достигают размеров 2,5 см, самцы 2,8 см. Чрезвычайно разнообразны по морфологии, но все обладают вытянутым тонким телом, экстремально длинными антеннами для сбора пищевых частиц и конечностями, приспособленными для жизни в трубках.

## Образ жизни
Рачок роет норку в мягкой глине или суглинке с помощью лопатообразных гнатоподов (переоподов с крупными подклешнями). Подобное поведение характерно для многих представителей инфраотряда Corophiida. Neohela monstrosa скатывает грязь в шарики и выбрасывает её из норки. Её стенки и удаляемые частички грунта скрепляются амфиподным шёлком, вырабатываемым железами в 3-4 переоподах. Нора состоит из верхней широкой части 3-4 см в ширину и боковой горизонтальной части, уходящей на пару сантиметров вниз. В длину боковая часть может достигать 10 см и более. В норке рачок защищён от хищников, например, от донных рыб.
Плохие пловцы, большую часть жизни проводят около дна. Питаются богатым органикой оседающим детритом, который собирают с поверхности грунта с помощью длинных антенн. Молодые особи некоторое время остаются в родительской норке для защиты.

## Роль в сообществах
Благодаря высокой плотности популяций N. monstrosa и образованию ими глубоких нор усиливается биотурбация придонной части Норвежского моря, увеличивается площадь поверхности дна, ирригация и насыщение грунта кислородом. В нарушенных человеком местообитаниях (в местах добычи нефти и газа) наблюдается сокращение численности вида.